# Polignac (kortspel)
Polignac, också kallat capot, är ett ursprungligen franskt kortspel, nära besläktat med det svenska kortspelet knekt. En lek med 32 kort (utan 2:or t.o.m. 6:or) används. Man spelar om stick, och det gäller att undvika att ta stick som innehåller knektar, vilket ger minuspoäng. Alternativt kan man försöka spela hem samtliga knektar. Detta kallas att ta capot och ger i stället pluspoäng.
Polignac är också namnet på spaderknekten i detta spel, och den är värd dubbel minuspoäng.